# San Millán de la Cogolla
San Millán de la Cogolla è un comune spagnolo di 230 abitanti situato nella comunità autonoma di La Rioja.
Questo comune ospita i monasteri di Yuso e Suso, dichiarati patrimonio dell'umanità dall'UNESCO nel 1997.